# Gustav Kilian (Politiker)
Gustav Kilian (* 29. Januar 1897 in Langendreer; † 25. Juni 1960 in Rotenburg an der Fulda) war ein deutscher Politiker.

## Leben
Als Sohn eines Reichsbahnobersekretärs geboren, nahm Kilian nach dem Besuch des Realgymnasiums in Langendreer als Kriegsfreiwilliger von 1914 bis 1919 am Ersten Weltkrieg teil, zuletzt als Leutnant der Reserve. Er studierte ab 1919 Volkswirtschaft und Staatswissenschaft in Düsseldorf an der Hochschule für kommunale Verwaltung und in Köln. Während seines Studiums wurde er Mitglied der Burschenschaft Alemannia Köln. 1922 wurde er Diplomvolkswirt und war bis 1923 wissenschaftlicher Hilfsarbeiter bei der Amtsverwaltung Unna-Kamen in Unna. Im Anschluss war er bis 1929 Abteilungsleiter in der Personalabteilung der Rheinischen Stahlwerke, dann bis 1934 Bürgermeister von Wolfhagen. Zum 1. Mai 1933 trat er der NSDAP bei (Mitgliedsnummer 1.848.317) und schloss sich im selben Jahr auch der SA an, in der er zuletzt Hauptsturmführer war.
1934 wurde er Leiter der Provinzialfeuerwehr der Provinz Hessen-Nassau, als der er unter anderem für den Bau der Hessischen Landesfeuerwehrschule in Kassel verantwortlich war. Von 1934 bis 1939 war er Bürgermeister von Rotenburg an der Fulda. Von 1939 bis 1945 nahm er am Zweiten Weltkrieg teil, unter anderem am West- und am Ostfeldzug. 1942 erhielt er als Hauptmann der Reserve und Kompanieführer in einem Wachbataillon das Ritterkreuz des Eisernen Kreuzes. Von 1942 bis 1945 war er als Bürgermeister Leiter der Stadt Kutno. 1945 wurde er Oberst der Reserve und Regimentskommandeur. Er geriet in sowjetische Kriegsgefangenschaft, aus der er 1955 wieder entlassen wurde.
Er wurde in Rotenburg an der Fulda Mitglied der Stadtverordnetenversammlung und des Kreisausschusses. 1958 war er als stellvertretender Kreisvorsitzender und Fraktionsführer der Deutschen Partei tätig. Er war im Kreis Rotenburg an der Fulda auch Kreisfeuerwehrführer.